# Springfield Storm
El Springfield Storm fue un equipo de fútbol de los Estados Unidos que alguna vez jugó en la USL Premier Development League, la cuarta liga de fútbol más importante del país.

## Historia
Fue fundado en el año 2005 en la ciudad de Springfield, Misuri por los empresarios locales Chris Hanlon y Doug Fiester y por los exjugadores Armen Tonianse y Brett Thomas como un equipo de expansión de la USL Premier Development League para la temporada 2005.
Su primer partido oficial fue un empate 1-1 ante el Des Moines Menace y su primera victoria cayó en la jornada siguiente con marcador de 3-0 ante el Colorado Springs Blizzard, temporada en la que al final terminaron en la quinta posición de la división y eliminados de los playoffs.
Al finalizar la temporada los dueños de la franquicia la vendieron a un grupo de inversionistas de Glendora, California, los cuales mudaron al equipo y lo renombraron Los Angeles Storm.

## Temporadas
| Año  | División | Liga    | Temporada Regular | Playoffs     | US Open Cup  |
| ---- | -------- | ------- | ----------------- | ------------ | ------------ |
| 2005 | 4        | USL PDL | 5º, Heartland     | No clasificó | No clasificó |

## Estadios
- Harrison Stadium, Springfield, Misuri 2005
- Cooper Field, Springfield, Misuri 2005 (3 juegos)

## Entrenadores
- Chris Hanlon (2005)